# Orljevo
Orljevo (cyr. Орљево) – wieś w Serbii, w okręgu braniczewskim, w gminie Petrovac na Mlavi. W 2011 roku liczyła 208 mieszkańców.